# Cleora rostrata
Cleora rostrata är en fjärilsart som beskrevs av Fletcher 1953. Cleora rostrata ingår i släktet Cleora och familjen mätare. Inga underarter finns listade i Catalogue of Life.